# Max von Schack
Max Julius August Hans von Schack (* 14. Juni 1853 in Stettin; † 6. März 1924 in Naumburg (Saale)) war ein preußischer General der Infanterie.

## Leben

### Herkunft
Er war der Sohn des preußischen Majors a. D. August von Schack (1819–1861) und dessen Ehefrau Marie, geborene Weltz (1831–1899). Der preußische General der Infanterie Hans Wilhelm von Schack (1791–1866) war sein Großvater.

### Militärkarriere
Schack wurde am 2. August 1870 während des Krieges gegen Frankreich aus dem Kadettenkorps kommend als Fähnrich dem Ersatz-Bataillon des Colbergischen Grenadier-Regiments (2. Pommersches) Nr. 9 der Preußischen Armee überwiesen. Mit dem Regiment beteiligte er im Kriegsverlauf, seit 28. Oktober 1870 als Sekondeleutnant, an der Einschließung von Metz, der Belagerung von Paris und der Schlacht bei Villiers. Im Gefecht bei  Bligny-le-Sec erlitt Schack durch einen Schuss in den rechten Oberschenkel eine leichte Verwundung. Seine Leistungen wurden durch die Verleihung des Eisernen Kreuzes II. Klasse gewürdigt.
Ab Mai 1876 fungierte Schack für vier Monate als Bataillonsadjutant und absolvierte anschließend die Kriegsakademie. Als Premierleutnant folgte vom 1. Oktober 1880 bis zum 30. September 1883 eine Kommandierung als Adjutant beim Landwehrbezirk Köslin. Nach seiner Beförderung zum Hauptmann war Schack vom 14. August 1886 bis zum 16. April 1890 als Kompaniechef tätig. Anschließend als Adjutant zur 15. Division nach Köln kommandiert, wurde er am 17. Juni 1893 unter Belassung in diesem Kommando mit der Beförderung zum Major in das Grenadier-Regiment „König Friedrich III.“ (1. Ostpreußisches) Nr. 1 versetzt. Nachdem Schack von seinem Kommando entbunden worden war, versah er ab 15. November 1894 seinen Dienst im Königin Elisabeth Garde-Grenadier-Regiment Nr. 3. Zunächst fungierte er als Kommandeur des IV. Bataillons, wechselte am 13. Mai 1895 in gleicher Eigenschaft zum I. Bataillon und wurde am 27. Januar 1900 Oberstleutnant. Als solcher kam er am 22. Mai 1900 zum Stab des 3. Garde-Regiments zu Fuß. Am 18. April 1901 beauftragte man ihn mit der Wahrnehmung der Geschäfte als Kommandeur des Bezirkskommandos IV Berlin. Zwei Monate später zum Kommandeur dieses Landwehrbezirks ernannt, wurde Schack am 22. April 1902 zum Oberst befördert. Vom 18. August 1903 bis zum 8. Februar 1906 war er Kommandeur des Leib-Grenadier-Regiments „König Friedrich Wilhelm III.“. Anschließend beauftragte man ihn mit der Führung der 55. Infanterie-Brigade in Karlsruhe. Mit seiner Beförderung zum Generalmajor wurde Schack am 10. April 1906 Kommandeur dieses Großverbandes. Daran schloss sich ab 2. Juni 1909 mit der Beförderung zum Generalleutnant eine Verwendung als Kommandeur der 10. Division in Posen an. Am 16. Juni 1911 wurde er zum Gouverneur von Thorn ernannt. In dieser Stellung verlieh ihm Wilhelm II. in Würdigung seiner langjährigen Verdienste am 18. Januar 1912 den Stern zum Roten Adlerorden II. Klasse mit Eichenlaub und der Königlichen Krone sowie 1913 den Charakter als General der Infanterie. In Genehmigung seines Abschiedsgesuches wurde Schack am 5. Februar 1914 unter Erteilung der Erlaubnis zum Tragen der Uniform des Leib-Grenadier-Regiments „König Friedrich Wilhelm III.“ (1. Brandenburgisches) Nr. 8 mit der gesetzlichen Pension zur Disposition gestellt.
Zu Beginn des Ersten Weltkriegs wurde Schack als z.D.-Offizier wiederverwendet und zum Kommandierenden General des Stellvertretenden Generalkommandos des XVII. Armee-Korps in Danzig ernannt. In dieser Eigenschaft erhielt er am 24. Dezember 1914 das Patent zu seinem Dienstgrad. Am 14. Juni 1916 wurde er von dem Posten entbunden und seine Mobilmachungsbestimmung aufgehoben.

### Familie
Schack heiratete am 6. März 1879 in Stargard Marie von Kehler (* 1858).